# La voz cantante
La voz cantante es un concurso de televisión peruano producido y emitido por TV Perú, dirigido al público juvenil. Fue emitido por primera vez el 19 de abril de 2021, siendo conducido originalmente por George Iglesias, Katy Jara y Stephanie Orúe.

## Formato
Tres participantes se enfrentan en una competencia de música 3 días a la semana (lunes, miércoles y viernes), lo primero que hacen los participantes es poner su mano derecha sobre la mesa y la mano izquierda atrás. Los conductores contarán hasta 3, y el participante que logre tocar el botón primero, girará la ruleta por cualquier lado hasta que le toque uno de los siguientes desafíos:
| Desafío                    | Puntos | Actividad |
| -------------------------- | ------ | --- |
| ¿Cuánto sabes?             | 1      | Trivia de conocimiento musical. El participante deberá responder la trivia musical de manera correcta. |
| Desafío TikTok             | 2      | El participante deberá ver un video de TikTok, y luego deberá realizar lo mismo que hace el video. |
| 'A capela                  | 1      | Los conductores del programa anunciarán que el director diga una palabra, el participante deberá cantar una canción a capela con relación a la palabra mencionada. |
| Canta y gana, todos juegan | 3      | Lo primero que hacen los participantes es poner su mano derecha sobre la mesa y la izquierda atrás. Los conductores contarán hasta 3, y el participante que logre tocar el botón primero, deberá escuchar la música un tiempo y deberá cantarla una vez apretado el botón, convirtiéndose en participante principal, si dicho participante canta correctamente las letras, gana los puntos, de lo contrario uno de los 2 contrincantes puede participar y realizar el mismo desafío, robándole los puntos al principal participante. Si en dicha actividad ninguno conoce la letra de la canción, no hay ganador. |
| Reconoce tu canción        | 2      | El DJ pondrá una canción distorsionada, y el participante deberá adivinar de qué trata la canción. |
| 'Banda sonora              | 1      | El participante escuchará un tema musical, luego deberá reconocer en qué película, serie o novela salió esta música y mencionarlo (no necesariamente deberá decir el nombre de la canción ni el o los artistas). |
| Saber o perder             | 1      | Trivia de conocimiento musical. El participante deberá responder la trivia musical de manera correcta. Si acierta ganará ciertos puntos, de lo contrario los perderá. |
| Adivínalo con emojis       | 1      | Aparecerán símbolos de emojis, luego el participante deberá relacionarlos y adivinar la canción. |
| La difícil: doble nota     | 1      | El participante deberá responder una trivia difícil, de saberlo ganará doble puntaje. |
| Gira y gana doble          | 1      | El participante debe girar otra vez, el próximo desafío que le toque tendrá doble puntaje si acierta. Sucederá lo mismo si le toca el mismo desafío. |
| Comodín                    | 2      | Excluido de las actividades, el comodín da el derecho a: - Escoger cualquier desafió de manera libre, puede cambiar si le toca un desafío que el participante no lo pueda realizar; - De tener menos puntos puedes pagar con el comodín; - El participante decide si usar el comodín inmediatamente (sólo puede tener un uso) o reservarlo (podrá usarlo para otras actividades). |

Los participantes tienen 10 segundos como máximo para acertar el desafío correctamente (solo en algunos desafíos).
El o la participante que tenga más puntaje hasta el viernes, recibirá un premio.

### Bloque freestyle
El freestyle es una competencia de chicos raperos quienes se enfrentan en una batalla buscando al mejor rapero, este desafío se aplicó dentro de su programa, que busca educar a los jóvenes teniendo a la música como personaje. El programa organizó un torneo de freestyle donde participan 16 nuevos concursantes, enfrentándose a batallas eliminatorias.